# Mistr Oltáře sv. Ondřeje
Mistr Oltáře sv. Ondřeje byl gotický malíř aktivní ve Vídni ve druhé čtvrtině 15. století. Je zastoupen ve sbírce Slezského muzea v Opavě.

## Dílo
Anonymní malíř je pomocně pojmenován podle oltáře sv. Ondřeje z Neuklosterkirche ve Vídeňském Novém Městě. Jeho největším dílem je zřejmě křídlový oltář, rozebraný po roce 1833 a rozptýlený do několika sbírek. Centrální panel se nachází v Linci, dvě křídla v Opavě, dvě ve Vídni, dvě v Budapešti a dvě oboustranně malovaná křídla na zámku v Hradci nad Moravicí. Malíř mohl být členem větší dílny a připsání děl není jednoznačné. Jako autor centrálního panelu s Ukřižováním bývá uváděn anonymní Mistr lineckého Ukřižování, který je považován za tovaryše Hanse von Tübingen. Křídla jsou dílem Mistra Oltáře sv. Ondřeje, který měl být rovněž tovaryšem ve stejné dílně. Jiní uvádějí jako autora oltáře malíře označovaného jako Mistr votivního oltáře ze St. Lambrecht.
Opavské Nesení Kříže se vztahuje ke stejnému námětu Hanse von Tübingen, jehož obraz je ve sbírce Uměleckohistorického muzea ve Vídni. Liší se hrubším podáním tváří, větší robustností figur a prostorovým rozvržením, které odpovídá pozdějšímu datu vzniku (1450).

### Známá díla
- Oltář sv. Ondřeje (1420/1440) katedrála a Diecézní muzeum ve Vídni
- Ukřižování, Oberösterreichisches Landesmuseum Linz
- Nesení Kříže (105x72 cm), oltářní křídlo, Slezské muzeum Opava
- Kristus na hoře Olivetské, oltářní křídlo, Slezské muzeum Opava
- Kristus před Kaifášem / Zmrtvýchvstání Krista, oboustranně malované oltářní křídlo, Zámek Hradec nad Moravicí
- Adorace Ježíška / Ukřížování, oboustranně malované oltářní křídlo, Zámek Hradec nad Moravicí
- Kristus vstupuje do Jeruzaléma, oltářní křídlo, Muzeum krásného umění (Budapešť)
- Poslední večeře, oltářní křídlo, Muzeum krásného umění (Budapešť)
- Zatčení Krista 1450, oltářní křídlo, Belvedere, Vídeň
- Posmívání Kristu 1450, oltářní křídlo, Belvedere, Vídeň